# Gmina Sejlflod
Gmina Sejlflod (duń. Sejlflod Kommune) jest jedną z gmin w Danii w okręgu północnej Jutlandii (Nordjyllands Amt). Siedzibą władz gminy jest Storvorde. Gmina Sejlflod została utworzona 1 kwietnia 1970 na mocy reformy podziału administracyjnego Danii. Po kolejnej reformie w roku 2007 gmina weszła w skład gminy Aalborg.

## Dane liczbowe
- Liczba ludności: (♀ 4 778 + ♂ 4 616) = 9 394
  - wiek 0-6: 9,8 %
  - wiek 7-16: 14,2 %
  - wiek 17-66: 63,5 %
  - wiek 67+: 12,6 %
- zagęszczenie ludności: 45,4 osób/km²
- bezrobocie: 5,8 % osób w wieku 17-66 lat
- cudzoziemcy z UE, Skandynawii i USA: 98 na 10.000 osób
- cudzoziemcy z krajów Trzeciego Świata: 104 na 10.000 osób
- liczba szkół podstawowych: 4 (liczba klas: 63)